# Abd al-Rahman III
Pour les articles homonymes, voir Abd al-Rahman et An-Nasir.
Pour des articles plus généraux, voir Al-Andalus et Histoire d'al-Andalus.
Abd al-Rahman III (en arabe : عبد الرحمن الثالث), parfois francisé en Abdérame III, surnommé An-Nâsir (Cordoue, 7 janvier 891[réf. nécessaire] – Madinat al-Zahra, 15 octobre 961), est émir puis calife omeyyade de Cordoue.
Il est le fils de Muhammad et de Muzna, une concubine d'origine basque. La mort précoce de son père fait qu'il succède à son grand-père Abd Allah comme émir omeyyade de Cordoue en 912, à 21 ans. Il reconstitue un État unifié dès 917 et, ne se considérant pas le représentant de l'orthodoxie musulmane, décide alors de s'affranchir définitivement de l'autorité politique et religieuse de Bagdad en s'attribuant les titres de calife (929), Amir al-Mu'minin (« commandeur des croyants ») et al-Nasir li-din Allah (« le partisan de la religion de Dieu »). Son fils Al-Hakam II lui succède.

## Biographie

### Jeunesse
Né à Cordoue en 891[réf. nécessaire], Abd al-Rahman est le petit-fils du septième émir omeyyade indépendant d'al-Andalus, Abd Allah ben Muhammad (844-912), frère de Al-Mundhir (844-888). Il a pour parents Muhammad, fils d'Abd Allah, et Muzna (ou Muzayna), une concubine basque et de confession chrétienne. Sa grand-mère paternelle, également basque et chrétienne, est l'infante royale Onneca Fortúnez (es), fille du roi de Navarre Fortún Garcés et l'une des épouses d'Abd Allah,. Par son ascendance proche, le jeune prince est donc aux trois quarts basque. Il a les yeux bleus, la peau claire et des cheveux roux (Ashqar en arabe), qu'il prend l'habitude de teindre en noir, pour se donner un air plus arabe. Ayant perdu son père très jeune, Abd al-Rahman est élevé par son aïeul jusqu'à son accession au trône.

### Accession au trône
L’intronisation du nouvel émir, alors âgé de 21 ans, est bien acceptée et aucune contestation ne se fait entendre. Bien que poursuivant l'œuvre de pacification de son prédécesseur, il change radicalement de politique et souhaite se montrer plus ferme vis-à-vis des gouverneurs rebelles. Contrairement à Abd Allah, qui se satisfaisait d'un tribut annuel face aux gouverneurs de province dissidents, Abd al-Rahman prévient qu'en cas de rébellion, il n'hésitera pas à reconquérir les terres perdues et à punir durement les meneurs. En contrepartie, il annonce qu'il pardonnerait à toute personne qui se soumettrait à son autorité. Bien qu'en apparence terrifiante, cette proposition est plutôt bien accueillie ; les années de guerre durant le règne d'Abd Allah ont épuisé les Andalous, les antagonismes nationaux se sont éteints avec la mort de leurs instigateurs, et les nouvelles générations n'aspirent qu'à retrouver la paix.

### Règne en tant qu'émir
En 913, la ville de Jaén, qui est sortie de l'autorité du sultan depuis plus de vingt ans, est reprise, les autres forteresses se rendent sans difficulté. Rapidement, les provinces d'Elvira et de Jaén sont pacifiées  et les regards se tournent dès lors vers les régions du centre de la péninsule, moins imprégnées par la religion musulmane et plus farouches. Le comportement d'Abd al-Rahman III, qui se montre équitable aussi bien envers les musulmans qu'envers les chrétiens qui déposaient les armes, l'aide dans sa reconquête et prouve sa volonté de pacifier le pays tout entier. Cependant, comme il l'a promis, il est intraitable avec ceux qui lui résistent. La forteresse de Tolox en fera l'expérience, puisqu'une partie de sa population est exécutée en réponse aux longs mois de siège qu'Abd al-Rahman a dû mener. Séville et la famille d'Ibrahim banu Hadjadj, qui avait proclamé l'indépendance, se rendent le 20 septembre 913. Abd al-Rahman reprend Carmona en 914. Mais en 915, une terrible famine frappe Cordoue, ce qui l'oblige à interrompre ses campagnes. Ce contretemps n'empêche pas toutefois la pacification de la région que ses prédécesseurs craignaient et dont sont issus les plus farouches opposants au sultan, comme Ibn Marwan. Ces victoires impressionnent les ennemis du sultan, qui déposent les armes les uns après les autres sans combattre. La pacification du pays et la destruction des poches de résistance vont durer près de dix ans. Le dernier défi d'Abd al-Rahman est la ville de Tolède, qui résiste farouchement à l'autorité du sultan depuis plus de vingt-quatre ans et qui n'est toujours pas décidée à déposer les armes. Furieux, Abd al-Rahman rassemble une grande armée au mois de juin 930, mais les chefs de la cité, comprenant qu'ils ne pourraient s'y opposer, fuient et laissent la cité sans dirigeants. Abd al-Rahman, comprenant que le siège risque de durer longtemps, bâtit une cité près de Tolède pour son armée. Affamés et délaissés par le roi de León, les habitants capitulent finalement. Abd al-Rahman est parvenu en quelques années à soumettre l'ensemble du pays et éliminer toutes les poches de résistance qui avaient si longtemps menacé l'émirat.

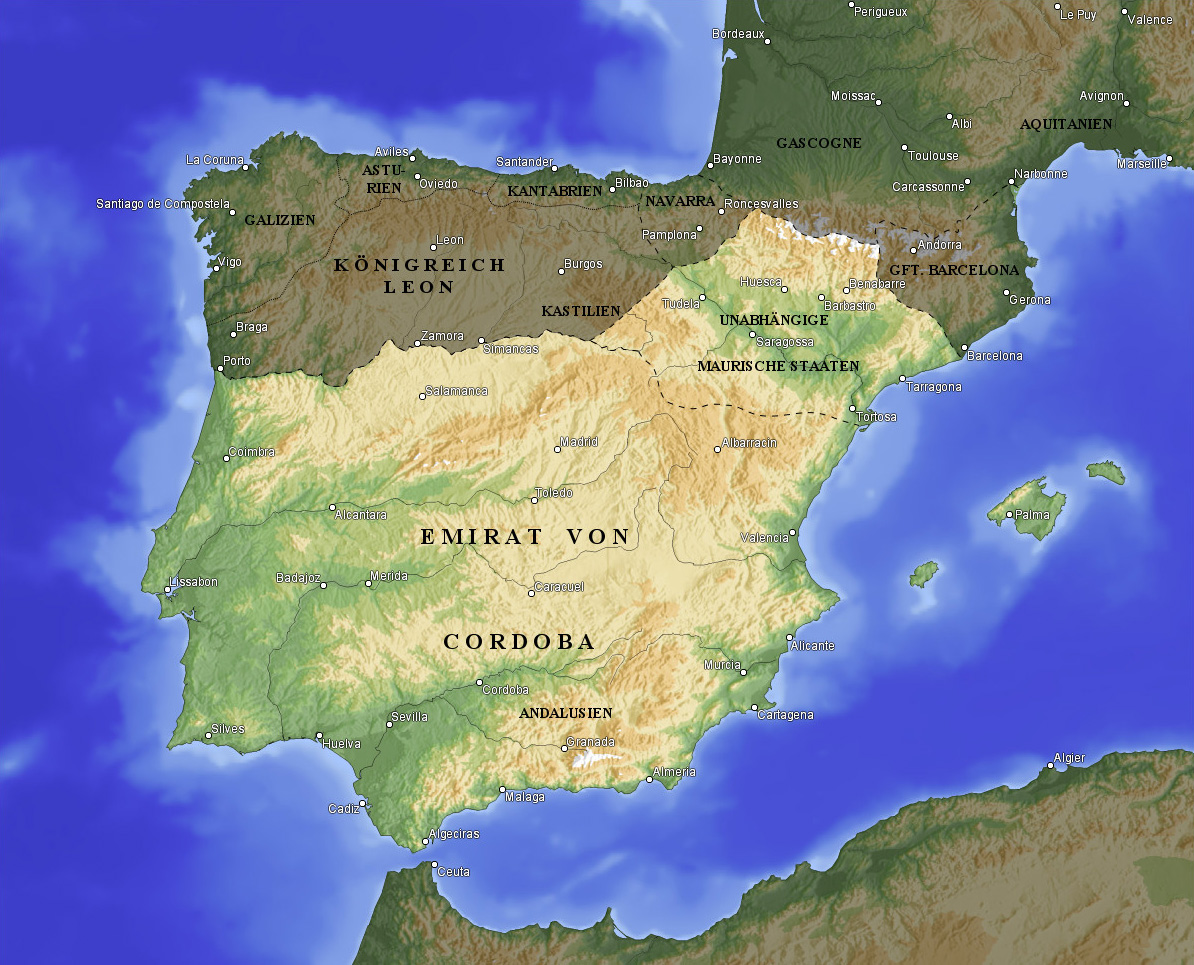
L'Espagne à l'avènement d'Abd al-Rahman III.

La victoire d'Abd al-Rahman n'est pas sans conséquence, puisque celui-ci, dans sa volonté d'unir le pays, met au même plan les différentes ethnies de la société, ce qui déplaît à la noblesse arabe qui voit ses pouvoirs réduits, mais qui satisfait les Wisigoths qui voient là le fruit de leur longue résistance.
Sur le plan extérieur, l'émirat est tout aussi menacé : au nord par le royaume de Léon et au sud par un royaume d'obédience chiite, le califat fatimide. En 914, le roi de León Ordoño II prend les armes contre Abd al-Rahman et saccage le territoire de Mérida, puis prend la forteresse d'Alanje, après en avoir massacré la population et pillé les richesses. Abd al-Rahman, comprenant qu'il avait là une occasion de montrer sa valeur, décide de riposter, bien que le district de Mérida n'ait pas encore été pacifié. En 916 le sultan envoie son commandant Ibn Abi-Abda piller la région. En 917, une nouvelle tentative se solde par un échec, et Ibn Abi-Abda y trouve la mort. Abd al-Rahman souhaite laver l'affront, mais il est menacé au sud par les Fatimides et souhaite donc, dans un premier temps, ne pas s'exposer tant que le pays n'est pas pacifié et que le royaume de León n'est pas défait. Il n'hésite pas en sous-main à soutenir les princes arabes d'Afrique du Nord, qui ont le même ennemi que lui. Les plans d'Abd al-Rahman s'accélèrent en 918, lorsque Ordono et son allié, Sancho de Navarre ravagent les environs de Nájera et de Tudèle. Pour les arrêter, Abd al-Rahman confie le commandement de son armée au hâdjib Badr et encourage son peuple à le soutenir afin de laver l'humiliation des défaites de l'année précédente. Le 7 juillet 918, l'armée musulmane part de Cordoue, et les 13 et 15 août, les deux armées s'affrontent près d'un lieu nommé Mutonia où Abd al-Rahman remporte une victoire éclatante et venge la mort d'Abi-Abda un an plus tôt.
Ordono défait, Abd al-Rahman prend en juin 920 la route d'Osma, qu'il capture sans effusion de sang grâce à une ruse. Après avoir pillé la ville, Abd al-Rahman se lance vers San Esteban de Gormaz, qu'il conquiert sans difficultés encore une fois, puis vers Clunia, qui a été désertée par la population et les armées chrétiennes. Face à cette série de succès, Abd al-Rahman entreprend d'attaquer Sancho de Navarre sur ses propres terres, ce dernier préférant s'enfuir dans les montagnes après un court combat. Cette retraite forcée aurait pu être avantageuse pour les armées chrétiennes qui, cachées dans les forêts, pouvaient attaquer l'armée d'Abd al-Rahman. Mais, ayant fait l'erreur de redescendre et d'attaquer l'armée musulmane en face à face, Sancho et ses hommes subissent une terrible défaite. Plusieurs de ses chefs sont capturés et la forteresse de Muez (es), où près d'un millier de ses soldats se sont cachés, est capturée et détruite. Cette victoire considérable permet à Abd al-Rahman de rapporter de grandes richesses, notamment en vivres, mais aussi de récompenser généreusement les soldats des frontières nord de l'émirat qui autrefois étaient continuellement en lutte contre le sultan. Après trois mois d'absence, Abd al-Rahman rentre à Cordoue victorieux.
Mais cette paix est de courte durée. Ordono lance une nouvelle razzia en territoire musulman dès 921 et il prend Nájera vers 923, tandis que son allié (et oncle par alliance du calife) Sancho de Navarre capture Viguera et y massacre parmi les plus illustres familles arabes d'al-Andalous.

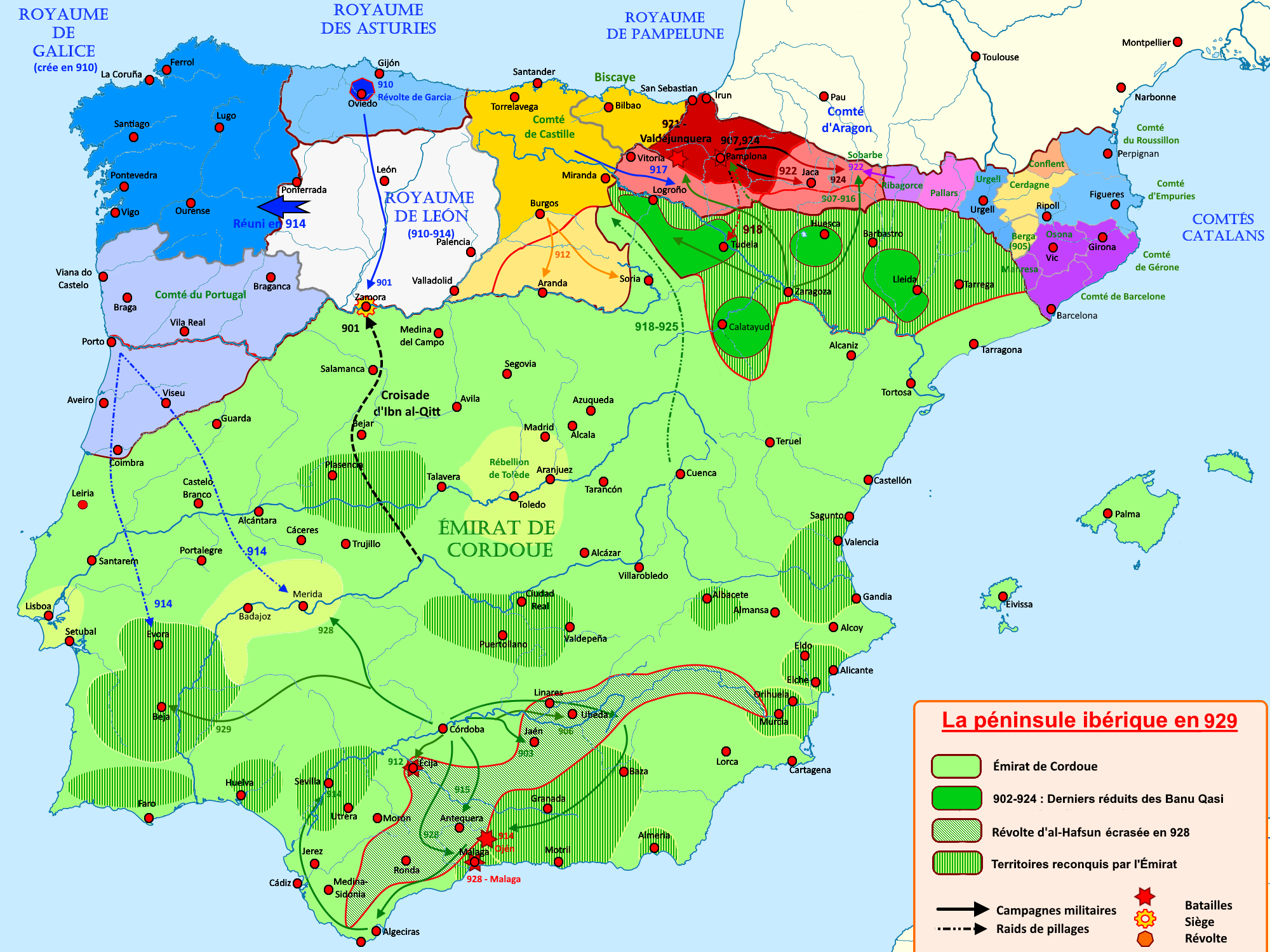
La reprise en main de l'Émirat de Cordoue de 900 à 929.

Furieux, Abd al-Rahman n'attend pas la saison habituelle pour les combats et lance une campagne dès le mois d'avril 924 et atteint le territoire navarrais dès le 10 juillet. Le souvenir de sa précédente campagne inspirait une telle peur dans ces contrées, que plusieurs forteresses sont abandonnées sans combats. Il passe par Cárcar, Peralta, Falces et Carcastillo puis se dirige vers la capitale de Navarre, Pampelune. Sancho tente bien de l'arrêter, mais est repoussé à chaque fois, si bien qu'Abd al-Rahman arrive rapidement à Pampelune, qui est vidée de ses habitants. La ville est pillée et ses maisons détruites. Sancho en sort humilié et son pouvoir réduit. Du côté de Léon, le risque s'éloignait aussi. Ordono II mort, ses fils se disputaient le pouvoir au prix d'une longue et meurtrière guerre fratricide qui verra en 929 la mort de Sancho, puis après une paix relative, la reprise des combats deux ans plus tard. Abd al-Rahman se garde bien de s'en mêler, laissant ses ennemis s'entretuer. Profitant de l'accalmie, il écrase les foyers d'insurrection à l'intérieur de son pays et souhaite hisser l'émirat au premier rang européen en bâtissant un nouvel État sur les fondations de l’émirat.

### Le martyre de Saint Pélage de Cordoue
Abd al-Rahman est accusé de se réfugier dans les délices de son harem dans ses dernières années. En effet, il est connu pour avoir ouvertement entretenu un harem masculin et féminin (comme d'autres dirigeants avant lui tel que Al-Mutamid). Cela a probablement influencé l'histoire polémique de son attraction sexuelle pour un garçon de 13 ans (qui sera plus tard consacré comme martyr chrétien et canonisé sous le nom de Pélage de Cordoue) qui a refusé ses avances. Cette histoire est peut-être une construction à partir de l'histoire originale où il ordonne au garçon de se convertir à l'islam. Quoi qu'il en soit, en colère, il fait torturer et démembrer le jeune homme, contribuant ainsi à la perception chrétienne de la brutalité musulmane,.

### Fondation du califat de Cordoue
Depuis la chute des Omeyyades à Damas, les émirs d'al-Andalous ont laissé aux Abbassides de Baghdâd le titre de calife, se contentant jusque-là de celui de sultan, d'émir ou de fils des califes. Mais à présent Abd al-Rahman souhaite faire changer la situation. Les Abbassides, bien que souverains d'un gigantesque empire, ne dirigent pas plus loin que la région autour de Bagdad, les gouverneurs de province s'étant rendus quasiment indépendants vis-à-vis de leur calife. Plus aucune raison n'empêche les Omeyyades de reprendre la qualification qui était la leur deux siècles auparavant. Avec le titre de calife, Abd al-Rahman est conscient du respect qu'il allait acquérir auprès des peuplades africaines. C'est chose faite dès le 16 janvier 929, lorsqu'il ordonne qu'on lui attribue le titre de calife, de commandeur des croyants et de défenseur de la foi an-nâcir lidîni'llâh.
Dans le même temps, Abd al-Rahman continue de soutenir les chefs d'Afrique du Nord dans leur guerre contre les Fatimides et notamment Mohamed ibn-Khazer, chef de la tribu berbère de Maghrâwa. Cette alliance permet à Mohamed ibn-Khazer d'expulser les Fatimides de la partie ouest Maghreb central (aujourd'hui la région entre Alger et Oran) et leur inflige de lourdes pertes humaines, permettant par conséquent au califat d’Abd al-Rahman de desserrer l’étau au sud. Il faut savoir que chez les Berbères, deux grands groupes sont en rivalités continuelles, à savoir les Zénètes (dont descendent les Maghraouas et qui de nos jours correspond majoritairement aux populations du centre-ouest et de l'Ouest algérien) ainsi que les confédérations Senhadjas  (dont sont originaires les kutamas, tribus fondatrices de l'empire fatimide et qui correspondent de nos jours à une partie du Constantinois) 
Au nord, la situation change aussi rapidement. Après quasiment une décennie de guerre civile, le royaume de Léon parvient enfin à désigner un chef dénommé Ramire. Belliqueux et brave, Ramire nourrit une profonde haine contre les musulmans, ce qui oblige de nouveau Abd al-Rahman à se préoccuper de cette région qu'il avait délaissée. La première campagne de Ramire consiste à reprendre Tolède. Malgré un échec, il parvient à prendre Madrid. En 933, informé par Ferdinand González que l'armée califale menace Osma, il se met en route et parvient à vaincre l'armée musulmane. Mais l'année suivante, Abd al-Rahman prend sa revanche et rase Burgos, la capitale castillane, de même qu'un grand nombre de forteresses. La trahison de Mohamed ibn-Hâchim, gouverneur de Saragosse, complique la tâche. Ce dernier conclut un traité avec Ramire et conquiert certaines forteresses du calife. Le danger qui s'était dissipé grâce aux victoires d'Abd al-Rahmane est de nouveau pesant au nord. Cependant, grâce à la fidélité de plusieurs de ses généraux, Abd al-Rahman parvient à dompter la rébellion.
Sur le plan intérieur, Abd al-Rahman, à présent calife, est convaincu qu'en octroyant trop de pouvoirs à la noblesse, il renforce son esprit frondeur. Par conséquent, Abd al-Rahman concentre tous les pouvoirs. Depuis 932 il n'a ni hadjib, ni Premier ministre et tous les postes qu'il délègue sont attribués à des hommes de basse condition et notamment aux sujets slaves, dont le nombre est multiplié par cinq sous son règne. Cette politique ne manque pas de provoquer la colère des grands du califat. En nommant Najda, un slave, comme général en chef des armées, il franchit les limites que la noblesse arabe pouvait accepter. La guerre civile au sein des États chrétiens facilite la tâche d'Abd al-Rahman et lui permet d'infliger de sévères défaites aux armées de Castille et de León. Son médecin personnel et proche conseiller Hasdaï ibn-Shaprut est juif.
L'année 939 est un tournant puisqu'il subit, à la bataille de Simancas, une terrible et humiliante défaite. Il affronte les troupes chrétiennes coalisées des rois de León Ramire II et de Pampelune García II sous les murailles de la cité de Simancas, proche de Valladolid, sur la frontière séparant le califat de Cordoue du royaume de León. L'issue de cette bataille, favorable aux armées chrétiennes, leur donne le contrôle des territoires du Duero. Abd al-Rahman laisse 84 000 de ses soldats sur le terrain. Il doit abandonner son Coran dans son camp enlevé par les armées chrétiennes : le roi chrétien le lui rendra magnanimement un peu plus tard. Abd al-Rahman ne se relèvera pas vraiment de ce désastre militaire, qu'une autre défaite, celle de Talavera, parachèvera un peu plus tard.
En Afrique, la situation est plus favorable. La région, dominée par les chiites fatimides, voit surgir un chef berbère charismatique dénommé Abou-Yézid, de la tribu d'Iforen, qui se fixe le but d'unir les tribus africaines. En 944, il prend Kairouan et expulse les chiites à l'est, où ils choisiront une nouvelle capitale, le Caire. Abou-Yézid va plus loin en reconnaissant Abd al-Rahman comme chef spirituel des peuples d'Afrique du Nord. Pourtant, quelques années plus tard, la situation se renverse au profit des Fatimides.

### Madinat Al-Zahra
En 936, Abd al-Rahman construit, en l'honneur de son épouse Zahra, le palais de Madinat Al-Zahra dans une ville nouvelle. Durant vingt-cinq ans, dix mille ouvriers s’attèlent à sa construction. Afin d'attirer la population, on promet à toute personne venant s'y installer une prime de quatre cents dinars, ce qui ne manque pas de faire venir une foule d'habitants.

### Décès et postérité
À la fin de sa vie, Abd al-Rahman III laisse son fils al-Hakam II prendre les grandes décisions tout en se concentrant sur sa lutte contre les Fatimides. En 957, Ordoño III décède et Sanche Ier de León, son successeur, renie les traités de paix avec les musulmans et relance la guerre. Le nouveau roi de León contrarie les projets d'Abd al-Rahman, qui est obligé d'envoyer Ahmad ibn-Yila, gouverneur de Tolède. La victoire de celui-ci, bien qu'éclatante, est une maigre consolation pour le calife qui ne voulait pas de cette guerre inattendue. La situation empire pour Sancho qui, à la suite d'un coup d'État, est chassé du trône et qui, sur les conseils de sa grand-mère Toda de Navarre, tante du calife, est contraint de demander l'aide du calife de Cordoue. Abd al-Rahman accepte d'aider son vieil ennemi en échange de la cession d'une dizaine de forteresses.
Quelque temps après, l'armée musulmane marche contre le royaume de Léon. Elle est accompagnée de Sancho qui, grâce aux médecins d'Abd al-Rahman, a perdu son embonpoint qui lui valait de nombreuses moqueries. Zamora est rapidement prise en avril 959. L'autorité de Sancho est reconnue dans une grande partie du royaume et, en 960, Ordoño IV s'enfuit dans les Asturies en abandonnant la capitale de León.
Abd al-Rahman, âgé de près de 70 ans, tombe gravement malade et meurt le 16 octobre 961 après quarante-neuf ans de règne. De tous les gouverneurs d'al-Andalus, Abd al-Rahman est celui qui a le plus contribué à la puissance du pays. À son arrivée sur le trône, le pays est divisé, en proie à l'anarchie et aux mains des nobles. Sans cesse victime des attaques et des pillages des rois chrétiens au nord avant l'arrivée d'Abd al-Rahman, al-Andalus était aussi menacé au sud par les Fatimides. Abd al-Rahman a su surmonter toutes ces difficultés et gagner une puissance jusque-là inégalée. En 951, soit dix ans avant sa mort, le trésor national comptait plus de 20 millions de pièces d'or, soit trois fois plus que du temps de ses prédécesseurs. De nombreux narrateurs arabes n'hésitent pas à qualifier Abd al-Rahman d'homme le plus riche du monde au côté du roi de Mésopotamie.
Selon les panégyristes du règne, les sciences, l'art, le commerce, l'agriculture s'épanouissent. Mais c'est surtout l'esclavage qui fait la richesse du pays : c'est à Cordoue qu'affluent les enfants capturés en Europe orientale (les Slaves ou Esclavons) et en Afrique Noire, et c'est là qu'on les dresse. Les marchands cordouans mettent en particulier chaque année sur les marchés orientaux des milliers d'eunuques. Cordoue, qui aurait possédé six cents mosquées, neuf cents bains publics et vingt-huit faubourgs, comptait plusieurs dizaines de milliers d'habitants. On lit souvent qu'elle atteignait le million d'habitants, mais il s'agit bien sûr d'une hyperbole sans aucun fondement historique : l'ensemble de la péninsule Ibérique, y compris la partie chrétienne, ne dépasse pas alors quatre millions d'habitants. Pour les propagandistes andalous, il s'agit de mettre la capitale du nouveau califat sur le même pied que Byzance et surtout Bagdad. La capitale andalouse avait une solide réputation jusqu'en Germanie, où la religieuse saxonne Hrotsvita de Gandersheim l'appelait « l'ornement du monde ».
En mer, le califat était tout aussi victorieux en tenant toutes les routes en Méditerranée. Son armée nombreuse et disciplinée tenait tête sur les fronts nord et sud, et tous les souverains souhaitaient obtenir une alliance avec al-Andalus.